# نيلسون كابيج
نيلسون كابيج (بالإنجليزية: Nelson Cabej)‏ هو طبيب بيطري وعالم أحياء وكاتب ألباني ولد في 17 نوفمبر 1939 في جيروكاستر، ألبانيا.